# Farouk 1. af Egypten
Farouk I (arabisk: فاروق الاول Fārūq al-auwal) (11. februar 1920–18. marts 1965) var konge af Egypten og Sudan fra 1936 til 1952. 
Farouk var søn af kong Fuad 1. af Egypten, som han efterfulgte i 1936. Han giftede sig med Narriman Sadek (1934-2005) den 6. maj 1951. Han abdicerede 26. juli 1952 efter ordre fra general Muhammad Naguib og efterfulgtes af sin seks måneder gamle søn, Fuad 2.. Året efter udråbtes republikken med Gamal Abdel Nasser som landets præsident, og kongefamilien gik i eksil. Kong Farouk, som var kendt som en playboy, døde i 1965 i eksil i Italien. Hans søster, prinsesse Fawzia af Egypten, var 1939-1948 gift med shahen af Iran, Mohammad Reza Pahlavi.